# Bénavidésite
La bénavidésite est une espèce minérale du groupe des sulfosels, de formule Pb4(Mn,Fe)Sb6S14 avec des traces de Cu, Zn et Bi. Elle se présente au mieux sous forme de cristaux aciculaires de 200 µm.

## Inventeur et étymologie
Décrite en 1982 par Elisabeth Oudin et al. et dédiée à l’ingénieur minier péruvien Alberto Benavides, pour honorer sa contribution au développement minier du Pérou.

## Topotype
Uchucchacua, Oyon, province de Cajatamb, Pérou. Les échantillons type sont déposés à l'École nationale supérieure des mines de Paris.

## Cristallographie
- Paramètres de la maille conventionnelle : a = 15,74 Å ; b = 19,14 Å ; c = 4,06 Å ; Z = 2 ; β = 91,5° ; V = 1 222,71 Å3
- Densité calculée = 5,60

## Cristallochimie
- Forme une série avec la jamesonite.

## Gîtologie
- Dans les dépôts de sulfures au contact des roches volcaniques d’origine sous-marine (mine Sätra, Suède) ;
- Dans les contacts entre les minéralisations polymétalliques et les roches dacitiques (Uchuc-Chacua, Pérou).

### Minéraux associés
- Galène, sphalérite, pyrite, pyrrhotite, alabandite, uchucchacuaïte, quartz, bustamite, rhodonite, calcite (Uchuc-Chacua, Pérou)
- Galène, freibergite, gudmundite, sphalérite, bismuth, spessartine (mine de Sätra, Suède)
- Pyrite, calcite (district de Dachang, Chine)

## Gisements remarquables
- Pérou

Mine d'Uchuc-Chacua, Province d'Oyon, Département de Lima
- Suède

Mine de Sätra, district minier de Doverstorp, Finspång, Östergötland ,